# 庫克群島足球協會
庫克群島足球協會是專門管轄庫克群島足球事務的組織。库克群岛足球协会足球協會成立於1971年，並在1994年先後加入國際足協和大洋洲足協。

## 外部連結
- 官方網頁 （页面存档备份，存于）
- 國際足協網頁 （页面存档备份，存于）
- 大洋洲足協網頁[永久]